# Grez-sur-Loing
 Grez-sur-Loing  es una población y comuna francesa, en la región de Isla de Francia, departamento de Sena y Marne, en el distrito de Fontainebleau y cantón de Nemours.

## Demografía
| 727 | 951 | 1071 | 1045 | 1104 | 1277 |
| Para los censos de 1962 a 1999 la población legal corresponde a la población sin duplicidades (Fuente: INSEE [Consultar]) |     |      |      |      |      |

### Lugares de interés
- Église of Notre-Dame et Saint-Laurent, (Iglesia de Nuestra Señora y de San Lorenzo),fue la iglesia de un priorato dependiente de Abbaye Saint-Pierre-le-Vif (Abadia San Pedro) de Sens, construida en el siglo XII. Alberga algunas tumbas del siglo XVI.
- La Torre de Ganne, construida por  Luis VI, el Gordo en 1127, al mismo tiempo que el castillo.
- El Puente viejo, antiguo puente de Grez-en-Gâtinais construido entre los siglos XII  y  XIV. Fue destruido en varias ocasiones y reconstruido en su forma original en 1980.
- El Tacot des Lacs ( Tartana de los lagos), ferrocarril turístico de vía estrecha que se desarrolla alrededor de lagos en la llanura del Río Loing.

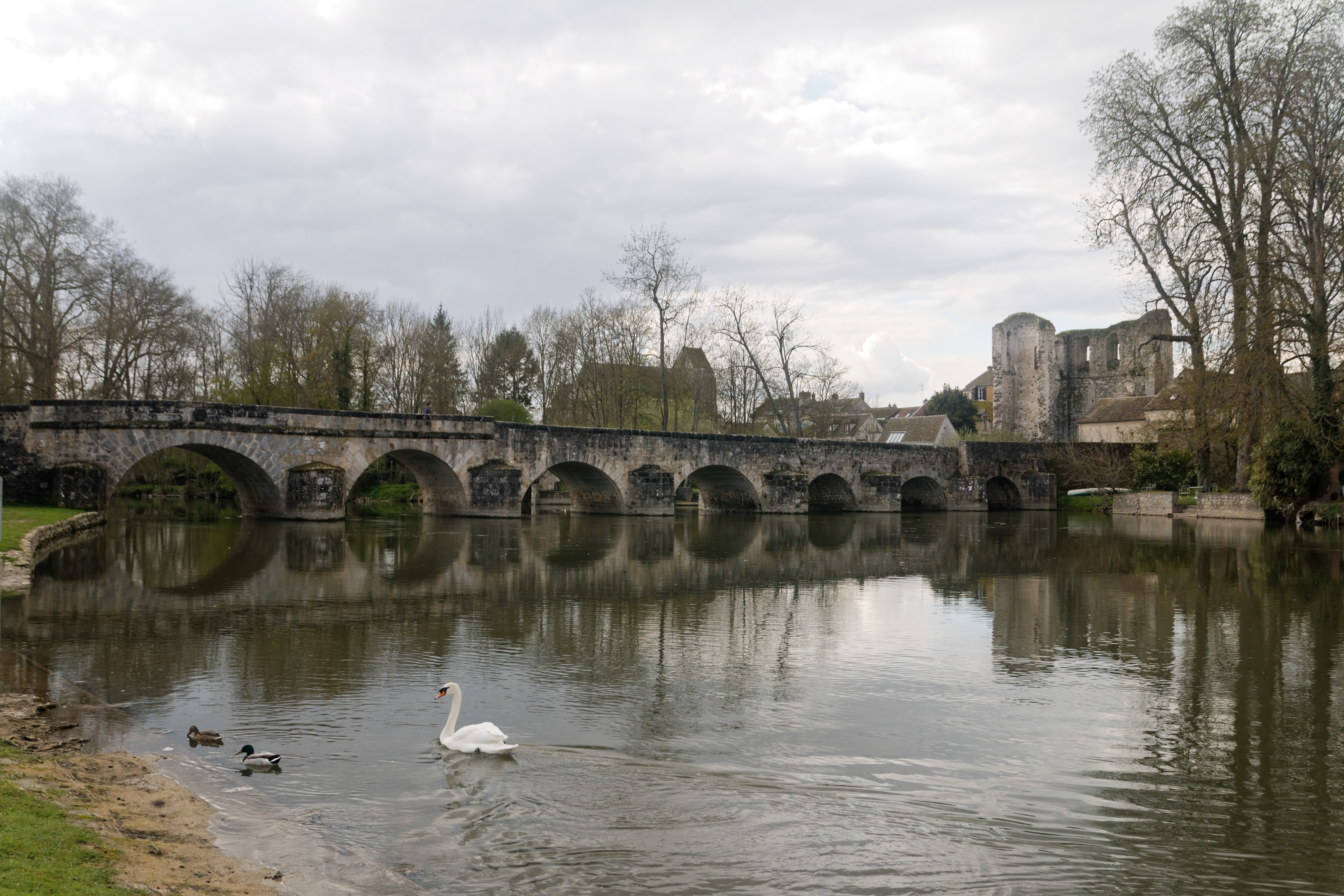
Puente Viejo sobre el Loing.
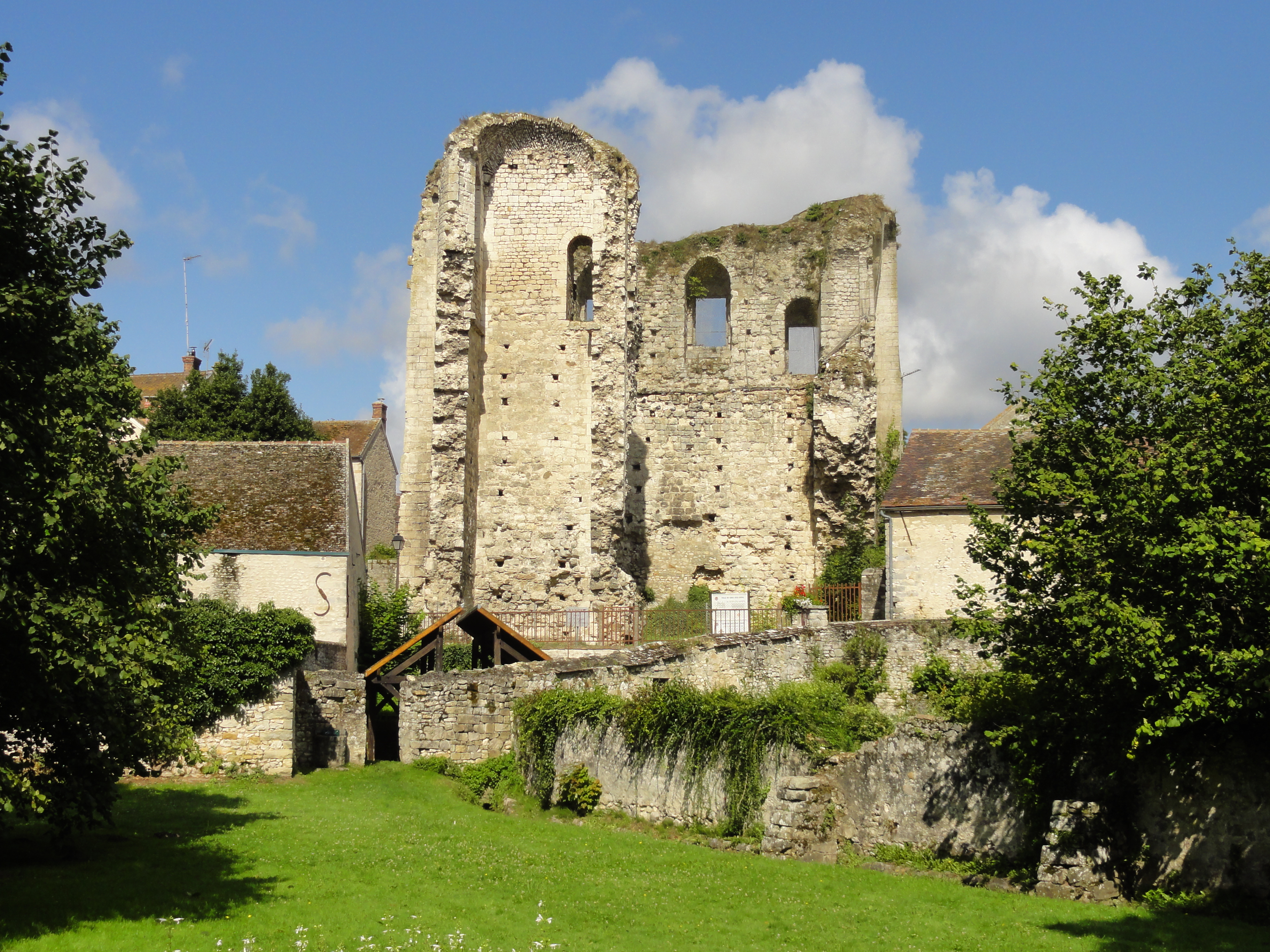
Torre de Ganne
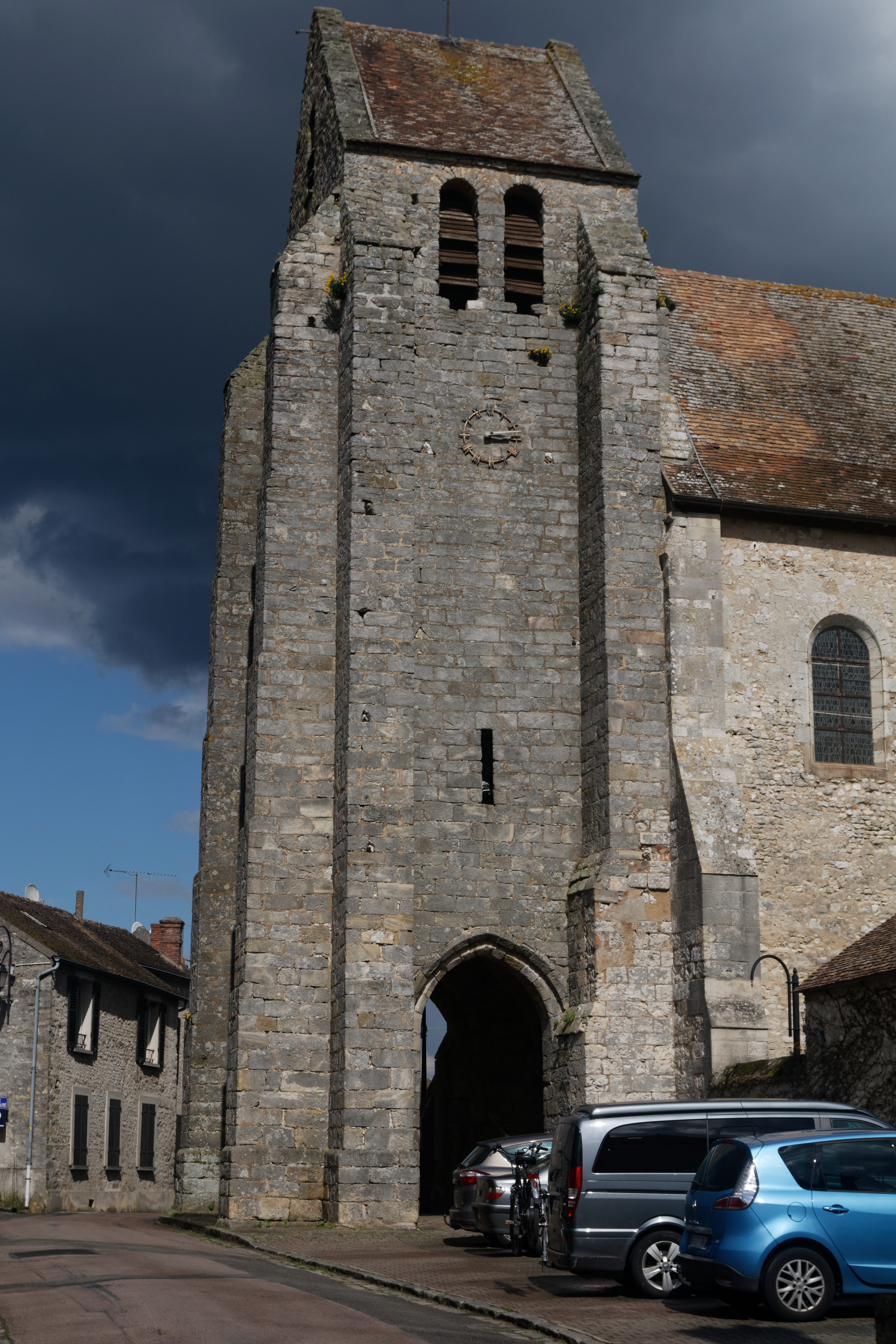
Iglesia de Nuestra Señora y san Lorenzo.
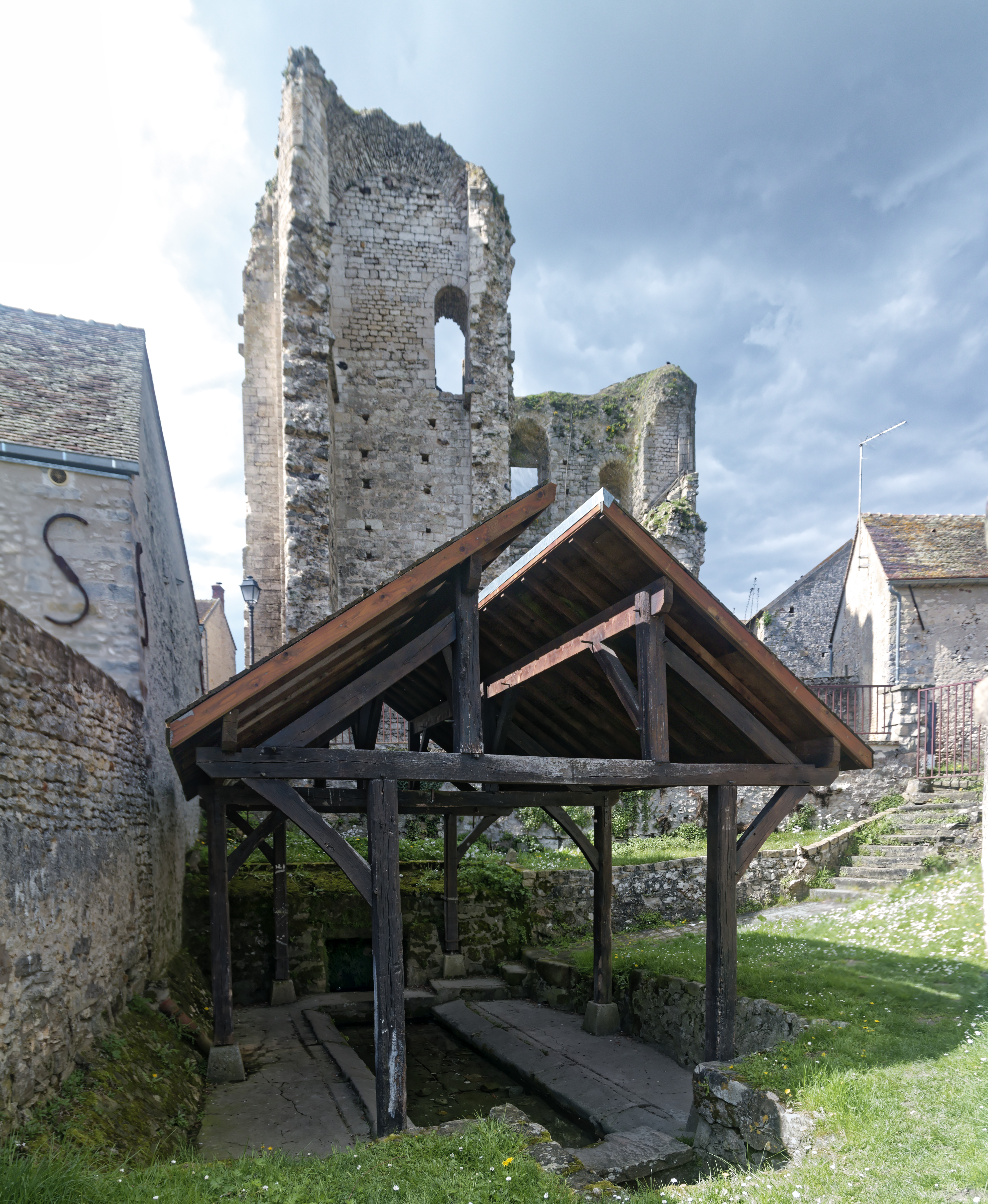
Lavadero medieval